# Pure Genius
Pure Genius est une série télévisée américaine en treize épisodes de 42 minutes créée par Jason Katims, et diffusée entre le 27 octobre 2016 et le 26 janvier 2017 sur le réseau CBS et en simultané sur le réseau Global au Canada.
En Suisse, la série a été diffusée du 21 janvier 2018 au 25 février 2018 sur RTS Un. En France, elle est diffusée sur France 2 du 10 octobre 2022 au 7 novembre 2022 et reste inédite dans les autres pays francophones[réf. nécessaire].

## Synopsis
James Bell est un milliardaire de la Silicon Valley qui rêve de construire un hôpital doté de technologies de pointe pour traiter les maladies rares et incurables. Il s'associe à un chirurgien non-conformiste, le Dr Walter Wallace, qui dirige les efforts pour éliminer la bureaucratie de la médecine et se concentre sur la réflexion prospective, l'avancement de la technologie et le sauvetage de vies, sans frais pour les patients.

## Distribution

### Acteurs principaux
- Dermot Mulroney (VF : David Krüger) : Dr Walter Wallace
- Augustus Prew (VF : Pascal Nowak) : James Bell
- Odette Annable (VF : Léovanie Raud) : Dr Zoe Brockett
- Reshma Shetty (VF : Céline Melloul) : Dr Talaikha Channarayapatra
- Aaron Jennings (VF : Eilias Changuel) : Dr Malik Verlaine
- Ward Horton (VF : Anatole de Bodinat) : Dr Scott Strauss
- Brenda Song (VF : Nathalie Bienaimé) : Angie Cheng

### Acteurs récurrents et invités
- Wendy Moniz (VF : Danièle Douet) : Julianna Wallace (4 épisodes)
- Nirayl Stone (VF : Aurélie Konaté) : BH Ambassadeur (épisodes 1, 4 et 10)
- Drew Fonteiro (VF : Nicolas Dussaut) : Digitalist (épisodes 1 et 11)
- Guilford Adams (VF : Nicolas Dussaut) : Will (épisode 1)
- Geoffrey Blake (VF : Jerome Wiggins) : Dr Madison (épisode 1)
- Hector Luis Bustamante (VF : Mathieu Buscatto) : Soul Ramirez (épisode 1)
- Marisa Echeverria (VF : Laurence Breheret) : Maria Ramirez (épisode 1)
- Laura Seay (VF : Dorothée Pousséo) : Amelia Monroe (épisode 2)
- Alexandra Barreto (en) (VF : Armelle Gallaud) : Amy Delgado (épisode 5)
- Benita Robledo (VF : Leslie Lipkins) : Nora (épisode 6)
- Brian Stepanek (VF : Laurent Maurel) : Lenny Kramer (épisode 6)
- Hrach Titizian (en) (VF : Olivier Chauvel) : John Keushkerian (épisode 6)
- Catherine Kamei (VF : Aurélie Konaté) : Infirmière (épisode 7)
- Alexis Krause : Nina Diaz (épisodes 9 à 13)

Version française
- - Société de doublage : Audi'Art[5],[6]
  - Direction artistique : Blanche Ravalec[5]
  - Adaptation des dialogues : Nevem Alokpah, Viviane Lesser

 Source et légende : version française (VF) sur RS Doublage et Doublage Séries Database

## Production

### Développement
En août 2014, le réseau CBS annonce le développement du projet de série pour la saison 2015/2016, mais sera finalement abandonnée par la chaîne.
Le 22 janvier 2016, CBS décide de se relancer dans le projet avec la commande d'un épisode pilote, sous le titre Bunker Hill pour la saison 2016/2017.
Le 13 mai 2016, le réseau CBS annonce officiellement après le visionnage du pilote, la commande du projet de série sous son titre actuel avec une commande initiale de treize épisodes, pour une diffusion lors de la saison 2016 / 2017.
Le 15 mai 2016, lors des Upfronts 2016, CBS annonce la diffusion de la série pour l'automne 2016.
Le 21 juin 2016, CBS annonce la date de lancement de la série au 27 octobre 2016. Après le pilote, les cinq épisodes suivants ont été diffusés dans le désordre, résultant à quelques problèmes mineurs de continuité.

### Casting
L'annonce du casting a débuté le 18 février 2016, avec l'arrivée d'Augustus Prew dans le rôle de James Bell. Le lendemain il est rejoint par Brenda Song qui obtient le rôle d'Angie. Le 24 février 2016, Dermot Mulroney est annoncé dans le rôle de Walter Wallace. Le lendemain, Reshma Shetty lui emboite le pas en obtenant le rôle du Dr Talaikha Channarayapatra. Le 29 février 2016, Ward Horton rejoint la distribution dans le rôle du Dr Scott Strauss.
Début mars 2016, Aaron Jennings et Odette Annable, rejoignent la série dans les rôles respectifs du Dr Malik Water et de Zoe.

### Tournage
La série est tournée à Los Angeles dans l'État de Californie aux États-Unis.

## Épisodes
1. L'Heure des choix (Pilot)
2. La vie ne tient qu'à un fil (It's Your Friendly Neighborhood Spider Silk Surgery)
3. Souvenirs, souvenirs (You Must Remember This)
4. Des robots et des hommes (Not Your Grandmother's Robotic Surgery)
5. Le Feu et la glace (Fire and Ice)
6. En apesanteur (Bunker Hill, We Have a Problem)
7. Noël à Bunker Hill (A Bunker Hill Christmas)
8. Le Tour du monde en huit reins (Around the World in Eight Kidneys)
9. Science vs Religion (Grace)
10. Paralysie (Hero Worship)
11. Une tentative risquée (Touch and Go)
12. Savoir faire face (I Got This)
13. Tenir sa promesse (Lift Me Up)